# Orino
Orino là một đô thị ở tỉnh Varese trong vùng Lombardia, có cự ly khoảng 60 km về phía tây bắc của Milan và khoảng 12 km về phía tây bắc của Varese. Tại thời điểm ngày 31 tháng 12 năm 2004, đô thị này có dân số 831 người và diện tích là 3,8 km².
Orino giáp các đô thị: Azzio, Cocquio-Trevisago, Cuvio.